# نشان ملی مراکش
نشان ملی مراکش نشان پادشاهی پادشاه مراکش است. در ۱۴ اوت ۱۹۵۷ معرفی شد.

## نگارخانه

سلسله مارینی (۱۲۴۴-۱۴۶۵)
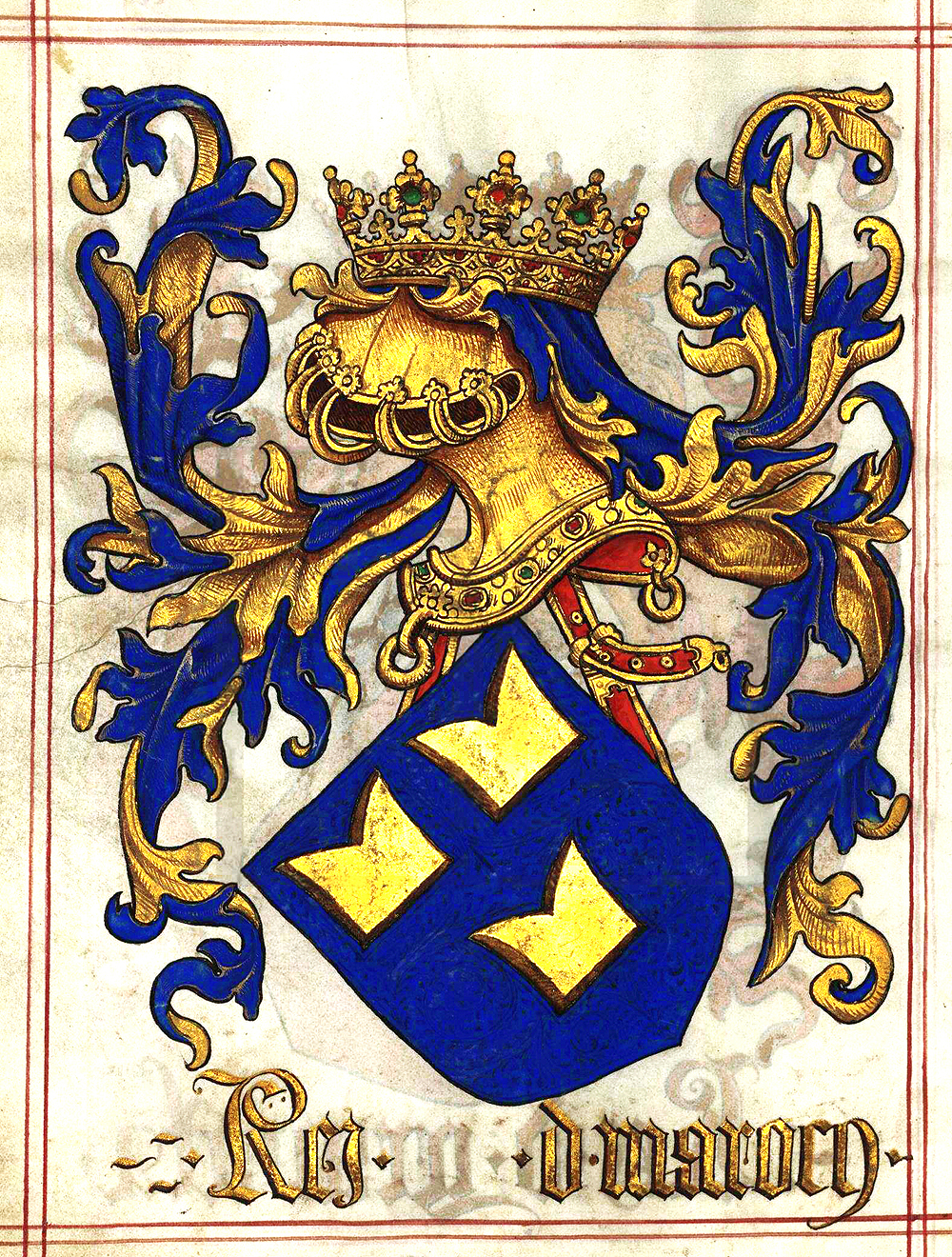
نشان منسوب به «پادشاه مراکش» از سال ۱۵۰۹
استان ایفنی
سلطان علوی (۱۹۱۲)
تحت‌الحمایه اسپانیا و فرانسه در مراکش (۱۹۱۲-۱۹۵۶)
جمهوری ریف